# كلايد ويليس
كلايد ويليس، سلسلة ويب أمريكية بريطانية صينية، أنشأها أندرو ويلسون لنيكلوديون. عرضت سلسلة الرسوم المتحركة هذه على موقع Nickelodeon.com في 31 يناير 2017 وانتهى عرضها في 20 فبراير.
أزال رئيس الشركة سيما زارغامي صفحة الويب من العرض بعد إلغاء العرض. وكانت هذه السلسلة الثانية التي عرضت على شبكة الإنترنت في موقع  Nickelodeon.com، وكان العرض الأول "سوتسينغ مرحبا بكم في واين"، وهو أحد عروض نيكلوديون التي تستخدم واجهة المعابر العامة.

## الشخصيات
يتضمن العرض شخصيتان رئيسيتان.الأول عمره ستة عشر عاما، طالب في المدرسة الثانوية يدعى كلايد هاريسون، والآخر طالب في المدرسة الثانوية يبلغ من العمر ستة عشر عاما، اسمه ويليس، هو أفضل صديق لكلايد. كلاهما يذهب في بعض المغامرات أحمق وممتعة، وأيضا حل أسرار في عالمهماي.
استوحى العرض من قبل العديد من الرسوم الكاريكاتورية الأخرى التي بثت على نيكلوديون من قبل.